# Eduardo Arzt
Eduardo Arzt (Buenos Aires, 22 de febrero de 1953) es un biólogo molecular argentino, especializado en neuroendocrinología molecular. Se desempeña actualmente como Investigador Superior del CONICET, Profesor Titular Plenario de la Facultad de Ciencias Exactas y Naturales, Miembro Científico Externo de la Sociedad Max Planck (Alemania) y Director del Instituto de Investigación en Biomedicina de Buenos Aires - CONICET - Instituto Partner de la Sociedad Max Planck.

## Biografía

### Estudios
Hizo sus estudios secundarios en el Colegio Nacional Buenos Aires, donde se graduó en 1970, y comenzó a cursar en la Facultad de Farmacia y Bioquímica de la Universidad de Buenos Aires, obteniendo su diploma en 1978.
En 1981 comenzó un Master en Biología Experimental en la Universidad Autónoma Metropolitana, México; y terminó su tesis de maestría en modelos de transporte de membranas biológicas en 1984.
Entre 1985 y 1988 desarrolló en la Facultad de Farmacia y Bioquímica de Buenos Aires, su tesis doctoral en mecanismos celulares de vías inmunoneuroendócrinas en el Instituto de Investigaciones Médicas A. Lanari de la Facultad de Medicina de Buenos Aires.

### Trayectoria científica
En 1989 ingresó a la Carrera de Investigador Científico del CONICET, Argentina, donde actualmente es Investigador Superior.
En 1995 fue nombrado Profesor en Biología Molecular y Celular en la Facultad de Ciencias Exactas y Naturales de la Universidad de Buenos Aires y en 1997 fue cofundador del Laboratorio de Fisiología y Biología Molecular (LFBM-FCEN-UBA) y director del mismo.
En 2005 Sociedad Max Planck lo nombró Miembro Científico Externo del mismo.
En 2007 participó en la firma del convenio para la creación del Instituto de Biomedicina de Buenos Aires - CONICET - Instituto Partner de la Sociedad Max Planck (IBioBA), que actualmente dirige, cuya construcción en el Polo Científico-Tecnológico concluyó en 2012.

## Contribución y reconocimiento internacional
Sus contribuciones científicas lo destacan en el campo de la Neuroendocrinología Molecular. El trabajo de su laboratorio contribuyó al descubrimiento de nuevos genes y vías de señalización celular involucrados en la adaptación fisiológica a la homeostasis en respuesta al estrés, la hipoxia (falta de oxígeno celular), y a procesos patológicos (tumores de hipófisis), lo cual llevó al descubrimiento de nuevos blancos para tratamientos farmacológicos.
Su reconocimiento se fundamenta tanto por sus descubrimientos, que son un ejemplo para la investigación en Biomedicina, trasladando resultados de biología molecular básica a aplicaciones farmacológicas, como por sus vastos logros institucionales para la ciencia Argentina y de Latinoamérica, entre ellas su activa y decisiva participación en el desarrollo y concreción del proyecto del Polo Científico Tecnológico y la creación del Instituto de Investigación en Biomedicina de Buenos Aires - CONICET - Instituto Partner de la Sociedad Max Planck. 
Por su trabajo y aportes al campo de la Biomedicina recibió, entre otros premios y distinciones, el Premio Bunge y Born y el Premio Houssay, en su país, y  la Beca Guggenheim, la Orden de Mérito de la República Federal de Alemania, Medalla Berthold y Premio TWAS en el extranjero.

## Premios y distinciones
- 1987 - UAM - México, en el campo Ciencias Biológicas y de la Salud. Premio por su tesis de master "Formación de oligómeros transportadores de iones por Nigericina".
- 1993 - Distinción: Tapa de la revista Endocrinology Vol. 132.
- 1997 - Beca Guggenheim otorgada por la John Simon Guggenheim Memorial Foundation. Nueva York, USA.[31]
- 1997 - Premio “Lucio Cherny” al mejor trabajo, XLII Congreso Sociedad Argentina de Investigación Clínica, Mar del Plata.
- 2001 - El trabajo “Transcriptional regulation of the gp130 cytokine IL-6 by PACAP and estrogens: its importance for anterior pituitary pathophysiology” fue seleccionado como ponencia “hot topic” en el 7th International Pituitary Congress. Phoenix- USA
- 2002 - Premio “Lucio Cherny” al mejor trabajo XLVII Congreso Sociedad Argentina de Investigación Clínica, Mar del Plata.
- 2003 - Premio “Bernardo Houssay a la Investigación Científica y Tecnológica” de la Secretaría de Ciencia y Técnica - Argentina, al mejor Investigador Consolidado en Medicina.
- 2005 - Nombrado Miembro Científico Externo de la Sociedad Max Planck. Alemania.[3][4]
- 2006 - Distinción: Tapa de la revista Trends Pharmacol Sci.
- 2008 - Premio Bunge y Born. Medicina Experimental.[32][33][34]
- 2011 - Cruz de Oficial de la Orden del Mérito de la República Federal de Alemania por el compromiso en el desarrollo de la cooperación científica entre Alemania y Argentina, y por la participación en la fundación del Instituto Binacional en Biomedicina Max Planck en Buenos Aires.[29][30]
- 2011 - Distinción: Tapa de la Revista Neuroendocrinology Vol. 94.
- 2013 - Premio Konex, Argentina: Bioquímica y Biología Molecular.[35]
- 2015 - Premio TWAS en Ciencias Médicas.[36]
- 2017 - Medalla Berthold, otorgada por la Sociedad Alemana de Endocrinología[37]